# الشطان (الشغادرة)

تعديل مصدري - تعديل

الشطان هي إحدى قرى عزلة الحواصلة بمديرية الشغادرة التابعة لمحافظة حجة، بلغ تعداد سكانها 10 نسمة حسب تعداد اليمن لعام 2004.